# Casa de Villehardouin
La Casa de Villehardouin fue una noble dinastía originaria de Villehardouin, una antigua comuna en el departamento de Aube, que ahora forma parte de Val-d'Auzon, Francia. Fue notable por ser la casa gobernante del Principado de Acaya, un estado cruzado franco en la península del Peloponeso de Grecia, entre 1209 y 1278, cuando la posesión pasó a los reyes angevinos de Nápoles.
1. Vilain de Villehardouin (fallecido antes de 1170)
  1. Juan de Villehardouin (fallecido después de 1216), Señor de Villehardouin
    1. Godofredo I de Villehardouin (ca. 1169–1229/31), ayudó a Guillermo de Champlitte a conquistar Morea, Príncipe de Acaya in 1209–1229/31; se casó con Isabel (de Chappes?)
      1. Godofredo II de Villehardouin (c. 1194-1246), Príncipe de Acaya en 1229/31–1246; se casó con Inés de Courtenay
      2. Guillermo II de Villehardouin (1211–1278), Príncipe de Acaya en 1246–1278; se casó con una hija desconocida de Narjot de Toucy, Carintana dalle Carceri (fallecida en 1255); Ana Comnena Ducaina (fallecida en 1286)
        1. Isabel de Villehardouin (1260/63–1312), Princesa de Acaya en 1289–1307; se casó con Felipe de Sicilia (fallecido en 1277), Florent de Henao (fallecido en 1297), Felipe de Savoya (fallecido en 1334)
          1. Matilde de Henao (fallecida en 1331), Señora de Kalamata en 1297–1308, 1311–1322, Princesa de Acaya en 1313–1318; se casó con Guido II de la Roche (fallecido en 1308), Luis de Borgoña (fallecido en 1316), Juan de Gravina (fallecido en 1336), (secreto) Hugo de la Palisse

        2. Margarita de Villehardouin (1266–1315), Señora de Akova; se casó con Isnard de Sabran (fallecido en 1297), Ricardo I Orsini (fallecido en 1303/4)
          1. Isabel de Sabran (1297–1315), se casó con el Infante Fernando de Mallorca (fallecido en 1316)

      3. Hija desconocida, se casó con Hugo de Briel, Barón de Karitena

    2. Desconocido
      1. Odón, Obispo de Corone antes de 1209

  2. Godofredo de Villehardouin (fallecido antes de 1218), Mariscal del Champaña, participante en la Cuarta Cruzada, Mariscal del Imperio latino, y autor de la Crónica de la Cuarta Cruzada y la Conquista de Constantinopla
    1. Érard I de Villy (fallecido en 1224), Señor de Lézinnes, de Villehardouin, etc.
      1. Guillermo I de Lézinnes (fallecido en 1246), Mariscal de Champaña
        1. Érard II de Lézinnes (fallecido en 1279), Obispo de Auxerre, Cardenal y Obispo de Palestrina en 1276–1279
        2. Guillermo II de Lézinnes (fallecido en 1264)
        3. Isabel (fallecida después de 1299); se casó con Gaucher IV de Châtillon (fallecido en 1261)